# كمنكاش أحمد بك
كمنكاش أحمد بك هو سياسي عثماني، تولى منصب قبطان باشا.

## مناصبه
تولى المناصب التالية:
- قبطان باشا